# Septo-optische Dysplasie
Die Septo-optische Dysplasie, kurz SOD,  auch De-Morsier-Syndrom genannt nach dem Erstbeschreiber von 1956, dem Schweizer Neurologen Georges de Morsier ist eine seltene angeborene Erkrankung mit der Kombination von Sehnervenunterentwicklung (Hypoplasie), unnormale hormonelle Aktivität der Hirnanhangsdrüse (Hypophyse) sowie Mittelliniendefekten des Gehirnes.

## Epidemiologie
Die Prävalenz wird mit 1:10.000 Lebendgeborenen angegeben.
Die Vererbung erfolgt sporadisch, allerdings sind auch familiäre Fälle unterschiedlichen Erbganges berichtet worden mit Mutationen am HESX1-Gen am Genort 3p14.3.

## Klinik
Das Ausmaß der Veränderungen bei der Septo-optischen Dysplasie kann sehr unterschiedlich sein, somit gestaltet sich das klinische Bild deutlich heterogen. Nur 30 Prozent der Patienten weisen die komplette Merkmalkombination auf.
Bei den meisten Patienten liegt ein Mangel an Wachstumshormon vor mit entsprechendem Minderwuchs im Kindesalter.
Die Hypoplasie des Sehnervens ist bei gut der Hälfte der Patienten einseitig und führt bei einem Viertel zu relevanten Sehstörungen.
Die erkrankungstypischen Mittelliniendefekte des Gehirns sind Fehlen des Septum pellucidum und/oder der Balkenmangel.
Zusätzlich können weitere Fehlbildungen auftreten.

## Diagnose
Beim Vorliegen von Hypoglykämie, Ikterus, Mikropenis und Nystagmus ist beim Neugeborenen an diese Erkrankung zu denken.
Die Diagnosebestätigung erfolgt durch augenärztliche Untersuchung, Hormontests und Bildgebung des Gehirnes (Sonographie, Kernspintomographie) Es kann begleitend eine Kolpozephalie vorliegen.

## Differentialdiagnose
Ein fehlendes Septum pellucidum ist kein ausreichender Nachweis dieser Erkrankung, da die Septumaplasie auch isoliert vorkommen kann.
Abzugrenzen ist u. a. die Kraniotelenzephale Dysplasie sowie Syndrome mit Sehnerv-hypoplasie wie Polymikrogyrie mit Sehnerv-Hypoplasie.

## Therapie
Bei der Behandlung steht die Substitution des Hormonmangels sowie die Augenärztliche Kontrolle im Vordergrund.